# Distrito de Maloyaroslavetski
Maloyaroslavetski (em russo:  Малоярославецкий райо́нé) é um distrito e divisão administrativa e municipal (raion) da Rússia. Um dos vinte e quatro raions do Oblast de Kaluga, ele está localizado no nordeste do oblast. A área do distrito é de 1,547 de quilômetros quadrados (5971 547 quilômetro quadrados (600 sq mi). O seu centro administrativo é a cidade de Maloiaroslavets. Segundo o censo russo de 2010, o distrito possui uma população de 54,269. A população de Maloiaroslavets corresponde a 56,0% da população total do distrito.